# Okres Grieskirchen
Okres Grieskirchen je okres v rakouské spolkové zemi Horní Rakousy. Má rozlohu 578,99 km² a žije zde 62 644 obyvatel (k 1. 1. 2011). Sídlem okresu je město Grieskirchen. Okres se dále člení na 34 obcí (z toho 2 města a 13 městysů).

## Města a obce

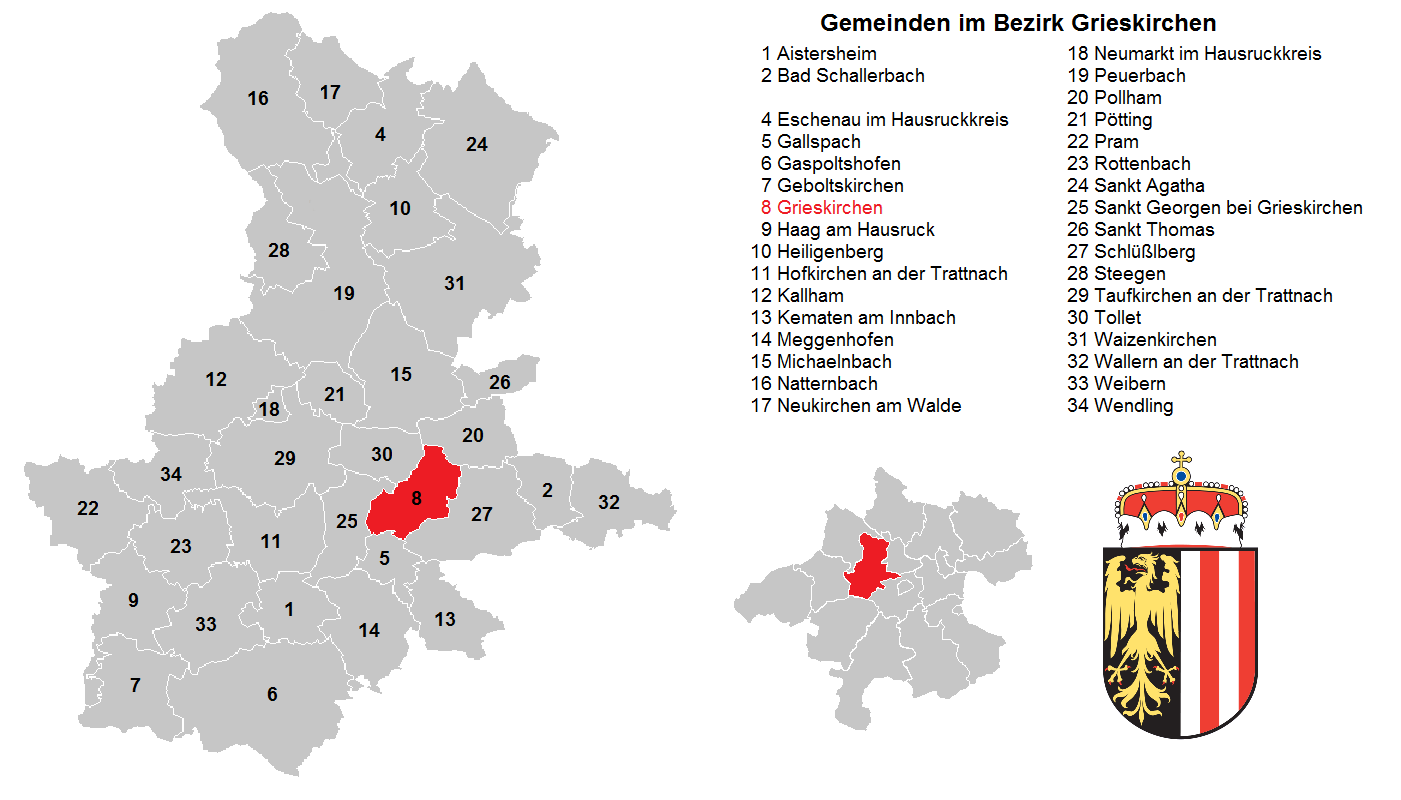
Obce v okrese Grieskirchen

| Města: - Grieskirchen - Peuerbach Městysy: - Bad Schallerbach - Gallspach - Gaspoltshofen - Haag am Hausruck - Hofkirchen an der Trattnach - Kematen am Innbach - Natternbach - Neukirchen am Walde - Neumarkt im Hausruckkreis - Pram - Schlüsslberg - Waizenkirchen - Wallern an der Trattnach | Obce: - Aistersheim - Bruck-Waasen - Eschenau im Hausruckkreis - Geboltskirchen - Heiligenberg - Kallham - Meggenhofen - Michaelnbach - Pollham - Pötting - Rottenbach - Sankt Agatha - Sankt Georgen bei Grieskirchen - Sankt Thomas - Steegen - Taufkirchen an der Trattnach - Tollet - Weibern - Wendling |